# Muerte en el Nilo
Muerte en el Nilo, (en inglés: Death on the Nile; pronunciado /ˈdeθ ˈɒn ðə ˈnaɪl/) es una novela policíaca de la escritora británica Agatha Christie, publicada en 1937. En ocasiones también se ha editado en español con el título Poirot en Egipto. La novela ha sido llevada al cine en dos ocasiones: en 1978, en una película del mismo nombre; y en 2022, bajo el mismo título, dirigida y protagonizada por Kenneth Branagh. También fue adaptada para la televisión en la famosa serie Agatha Christie: Poirot protagonizada por David Suchet.

## El crimen

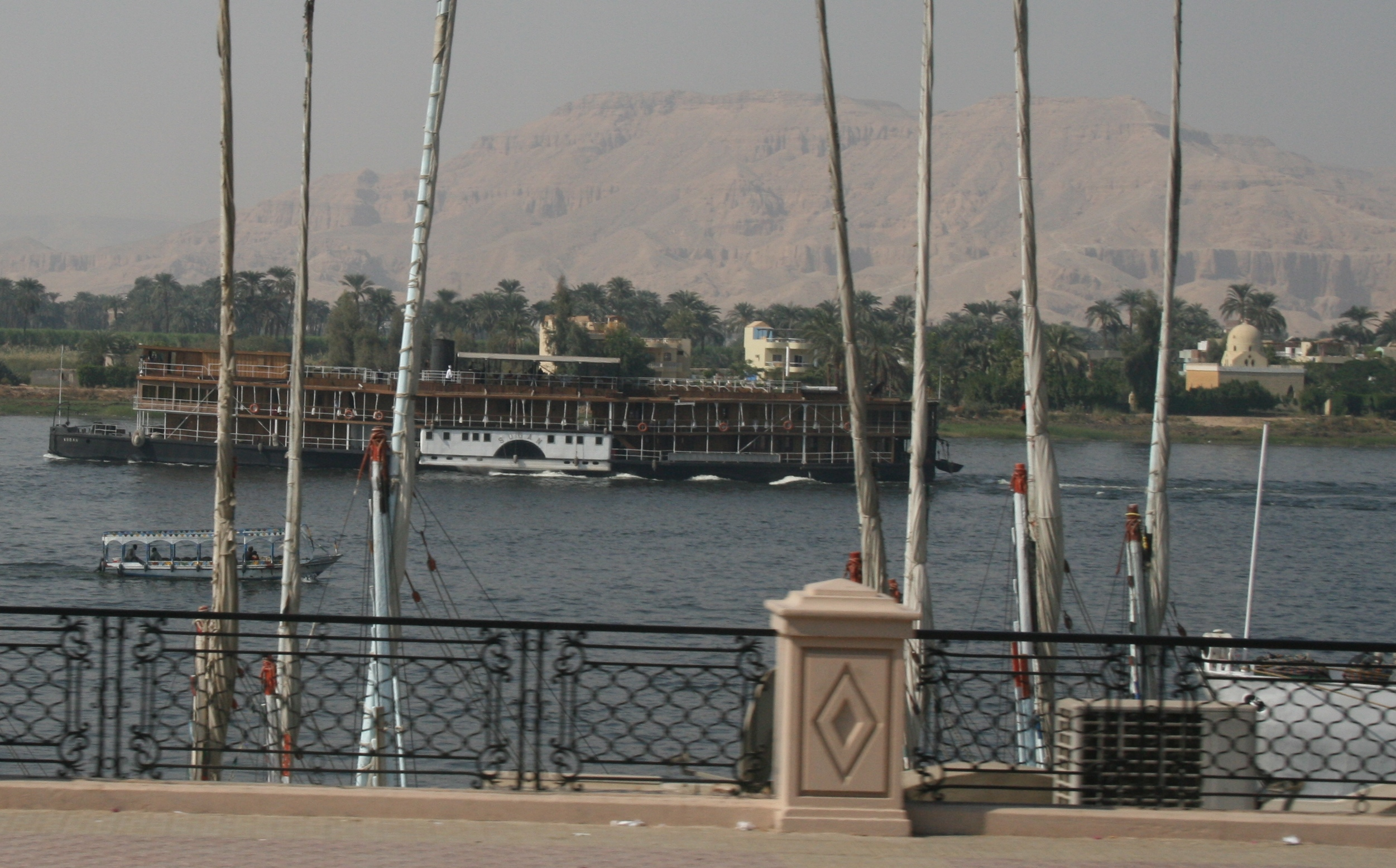
El barco SS Sudan que fue usado en la película Muerte en el Nilo, de 1978

Linnet fue encontrada al día siguiente, con un disparo en la cabeza. Race se hace cargo de la situación y pide a Poirot para manejar la investigación. Varios indicios parecen incriminar a Jacqueline - una "J" escrita con sangre en la pared sobre la cabeza de Linnet, por ejemplo - pero la señorita Bowers asegura que Jacqueline estaba bajo sedantes y nunca dejó su cabina esa noche. El Dr. Bessner explico que Linnet no pudo haber escrito la "J" en su propia sangre, porque la bala habría matado al instante. También asegura Poirot que la pierna de Simon herida lo había incapacitado por completo, y por eso no pudo haberse movido de su cama, incluso si quisiera.
Race y Poirot teorizan que Linnet tenía otro enemigo entre los pasajeros, que se aprovecharon de la escena en el salón. La persona desconocida le robó la pistola después de que todos se hubiesen ido, mató a Linnet, y dejó pruebas para implicar a Jacqueline. Poirot también se da cuenta de que el collar de perlas de Linnet no se encuentra en su habitación.
Al ser interrogado, Simon revela que el padre de Linnet, Melhuish Ridgeway se casó con una chica llamada Anna Hartz, la hija de un multimillonario, Leopold Hartz. En el matrimonio, Melhuish arruinó económicamente a varias personas y que hay alguien a bordo cuyo padre fue uno de esos.
Poirot se entrevista a todos los pasajeros. Varios de ellos oyeron un chapoteo poco después de la medianoche, y la señorita Van Schuyler afirma que ella miró por la ventana y vio a Rosalie Otterbourne tirar algo por la borda. Rosalie lo niega. Poco tiempo después, el arma del crimen se recupera del Nilo - la pistola de Jacqueline, envuelta en un chal de terciopelo robado a la señorita Van Schuyler. Para Poirot esto no tiene sentido, cuando alguien quería incriminar a Jacqueline habría dejado su pistola detrás para incriminarla a ella.
Louise Bourget es entrevistada en la cabina del Dr. Bessner, mientras Bessner atiende a Simon. Ella dice que no vio nada en la noche del asesinato, pero lo habría hecho "si" hubiera dejado su camarote. Esta elección de las palabras suena extraña para Poirot. Louise revela que su predecesor Marie quería casarse con un ingeniero del barco llamado Fleetwood, pero Linnet había descubierto que él era un hombre casado y con tres hijos haciendo que Marie rompiera con él, por lo que da razones a Fleetwood para querer matar a Linnet.
Cuando Race anuncia que en las cabinas se buscarán las perlas que faltan, señorita Bowers las devuelve, confiando en que la señorita Van Schuyler lo tomó de la cabaña de Linnet, por ser ella en secreto una cleptómana, Poirot examina el collar y se encuentra que es una falsificación, es decir, las perlas verdaderas fueron robados en algún momento anterior.
Poirot finalmente se da cuenta de que Salomé Otterbourne es en secreto alcohólica, y lo que Rosalie estaba tirando por la borda era alcohol de su madre. Rosalie lo admite, pero con firmeza, niega haber visto a nadie salir de la cabina en la noche del asesinato.
Cuando se encuentra Louise asesinada en su camarote, sosteniendo un valioso billete, Race y Poirot deducen que había ella había visto al verdadero asesino cuando dejó el camarote de Linnet, y estaba tratando de chantajearlo.
Poirot y Race entran cabina del Dr. Bessner para decirle al médico y Simon lo que pasó. Salomé Otterbourne entra y dice que sabe quién mató a Linnet y Louise, porque vio a esa persona entrar y salir de la cabina de Louise. Antes de que pudiera terminar su relato, se dispara un tiro en la terraza exterior, matándola. Antes de Poirot y Race pueden salir, el tirador se ha ido, después de haber encontrado el arma que Poirot la reconoce que venía en el equipaje de Andrew Pennington.
Poirot anuncia que ha resuelto el caso, para él las claves más relevantes fueron:
- El hecho de que Poirot solamente bebe vino con la cena, mientras que sus dos compañeros de mesa habituales, los Allertons, beben otra cosa;
- Dos botellas de esmalte de uñas en la habitación de Linnet, una etiquetada "Cardinal" (un profundo rojo oscuro) y el otro "Rose" (rosa pálido), pero ambos contienen colorante rojo;
- El hecho de que la pistola de Jacqueline fue arrojado por la borda, y
- Las circunstancias de Louise y la muerte de la señora Otterbourne.

## Personajes
- Jacqueline de Bellefort: Mejor amiga y compañera de escuela de Linnet.
- Simon Doyle: Hombre encantador que proviene de una familia de bajos recursos.
- Hércules Poirot : detective belga.
- Linnet Ridegway : Joven hermosa y acaudalada,  la mujer más rica de Inglaterra.
- Salome Otterbourne: novelista erótica.
- Rosalie: hija de Salome Otterbourne.
- Sra. Allerton:
- Tim: hijo de la señora Allerton.
- Louise Bourget: criada francesa de Linnet.
- Andrew Pennington: fiduciario estadounidense de Linnet; que pasó a encontrarse con ella en Egipto ‘por casualidad’.
- Marie Van Schuyler: socialité norteamericana.
- Cornelia Robson: prima menor de Marie Van Schuyler.
- Srta. Bowers: enfermera de la Srta. Van Schuyler.
- Ferguson: joven viajero auto declarado comunista.
- Sr. Richetti: arqueólogo.
- Dr. Bessner: médico austriaco.